# Ferrièras
Ferrièras (francès Ferrières-sur-Ariège) és un municipi francès del departament de l'Arieja i la regió d'Occitània.